# Himitsu no Akko-chan
Himitsu no Akko-chan (jap.: ひみつのアッコちゃん, dt. etwa „Geheimnisvolle Akko-chan“, auch Secret Akko-chan) ist ein Manga von Fujio Akatsuka, der von 1962 bis 1965 in Japan erschien. Der Manga wurde mehrfach als Animeserie verfilmt, wovon die erste ab 1969 in Japan lief. Der Anime war nach Mahōtsukai Sally die zweite Magical-Girl-Serie, während der Manga dieser 1966 erschienenen Serie sogar noch zuvor kam.

## Inhalt
Atsuko Kagami ist ein Grundschulmädchen mit einer besonderen Vorliebe für Spiegel. Eines Tages ist ihr Lieblingsspiegel zerbrochen, den Akko von ihrer Mutter (oder in einigen Versionen von ihrem Vater als Geschenk aus Indien) erhalten hat, und sie vergräbt ihn lieber in ihrem Garten, als ihn in den Mülleimer zu werfen.
In ihren Träumen wird sie von einem Geist (oder in einigen Fällen der Königin des Spiegelreichs) kontaktiert, der gerührt ist, dass das Mädchen den Spiegel so respektvoll behandelt und ihn nicht einfach wegwirft. Akko-chan erhält daher die Gabe eines magischen Spiegels und lernt Verzauberungen wie „Tekumaku Mayakon, Tekumaku Mayakon“ und „Lamipasu Lamipasu Lu Lu Lu Lu“, die es ihr ermöglichen, sich in alles zu verwandeln, was sie sich wünscht. Doch sie muss ihre Kräfte geheim halten, warnt sie der Geist. So hilft sie ihren Freunden und anderen Menschen der Stadt bei ihren alltäglichen Problemen und Sorgen, indem sie heimlich ihre Magie einsetzt. Schließlich gewinnt sie mehr Selbstvertrauen und reist in der Gestalt von Tieren in andere Länder.

## Veröffentlichung
Der Manga erschien von Juli 1962 bis September 1965 im Magazin Ribon bei Shūeisha. Der Verlag brachte die Kapitel auch gesammelt in drei Bänden heraus. Kodansha veröffentlichte 1989 eine zweisprachige Version mit dem Titel Akko-Chan's Got a Secret!, die zusätzlich zum japanischen auch englischen Text enthält.

## Anime-Adaptionen
Der Anime wurde von Tōei Animation animiert, Regie führten Hiroshi Ikeda, Keiji Hisaoka, Masayuki Akehi, Takeshi Tamiya und Yoshio Takami. Die Drehbücher schrieben Shunichi Yukimuro, Tomohiro Ando, Masaki Tsuji und Tadaaki Yamazak. Die künstlerische Leitung lag bei Makoto Yamazaki. Zur Serie trugen auch die zukünftigen Mitbegründer von Studio Ghibli, Isao Takahata (Regieassistent) und Hayao Miyazaki (Schlüsselbildzeichner) bei. Die 94 je 30 Minuten langen Folgen wurden von TV Asahi (damals bekannt als NET) ausgestrahlt, beginnend mit dem 6. Januar 1969. Die letzte Folge wurde am 26. Oktober 1970 gezeigt. In den 1980er Jahren liefen Wiederholungen auf Nippon TV und TV Tokyo. Außerdem wurde der Anime in Spanien, Italien und Polen im Fernsehen ausgestrahlt.
Es existieren zwei Remakes des Anime: 1988 wurden 61 Folgen produziert, wiederum von Tōei Animation und nun unter der Regie von Hiroki Shibata. Das Charakterdesign entwarf Yoshinori Kanemori und die künstlerische Leitung lag bei Nobuto Sakamoto. Für die Kameraführung war Masahide Okino verantwortlich. Die Serie wurde vom 9. Oktober 1988 bis zum 24. Dezember 1989 von Fuji TV ausgestrahlt. Es folgten Ausstrahlungen in Frankreich und Italien.
1989 kamen auch zwei Filme zur Serie heraus: Im März Himitsu no Akko-chan und im Juli Himitsu no Akko-chan: Umi da! Obake da!! Natsu Matsuri. Beide wurden vom gleichen Team produziert wie die Fernsehserie, wurden aber außerhalb Japans nicht veröffentlicht.
1998 entstand eine weitere Serie mit 44 Folgen, erneut bei Tōei Animation unter Regie von Hiroki Shibata. Hauptautor war Junki Takegami und das Charakterdesign entwarf Toshio Deguchi. Die künstlerische Leitung lag bei Yukiko Iijima. Die Serie wurde vom 5. April 1998 bis zum 28. Februar 1999 von Fuji TV gezeigt. Der Anime wurde auch im spanischen und italienischen Fernsehen gezeigt.

### Synchronisation
| Rolle                     | japanischer Sprecher (1969) (Seiyū) | Japanische Sprecher (1988) | Japanische Sprecher (1998) |
| ------------------------- | ----------------------------------- | -------------------------- | -------------------------- |
| Atsuko Kagami             | Yoshiko Ōta                         | Mitsuko Horie              | Wakana Yamazaki            |
| Kyoko Kagami              | Reiko Seno                          | Yoshiko Ōta                | Miina Tominaga             |
| Kenichiro Kagami          | Ichiro Murakoshi                    | Banjo Ginga                | Ken Yamaguchi              |
| Moko                      | Sumiko Shirakawa                    | Kazuko Suhiyama            | Kikumi Ueda                |
| Kankichi                  | Akiko Tsuboi                        | Noriko Uemura              | Harumi Ikoma               |
| Chikako                   | Hiroko Maruyama                     | Keiko Yamamoto             | Keiko Yamamoto             |
| Taisho                    | Hiroshi Otake                       | Yoku Shioya                | Takuma Suzuki              |
| Shosho                    | Sachiko Chijimatsu                  | Katsue Miwa                | Satomi Korogi              |
| Gabo                      | Shun Yashiro                        | -                          | -                          |
| Kio                       | -                                   | Shigeru Nakahara           | -                          |
| Gentaro                   | -                                   | Kazumi Tanaka              | -                          |
| Ippei                     | -                                   | -                          | Junko Takeuchi             |
| Königin des Spiegelreichs | Reiko Seno                          | Eiko Masuyama              | Mitsuko Horie              |

### Musik
Die Musik der ersten Serie komponierte Yasei Kobayashi. Das Vorspannlied ist Himitsu no Akko-chan von Kyoko Okada und der Abspann ist mit Sukisuki Song von Ado Mizumori. Für die zweite Serie wurde die Musik von Yusuke Honma komponiert. Sowohl das Vorspannlied Himitsu no Akko-chan als auch der Abspanntitel Don't You wurden von Mitsuko Horie gesungen. Bei der dritten Serie komponierte Masahiro Kawasaki die Musik und das Vorspannlied Himitsu no Akko-chan wurde nun von Satoko Shimonari gesungen. Die Lieder der beiden Abspanne sind Watashi no Uta wo Kiite Hoshii von Yumi Shiraki und Nippon Hare da Yo~! Akko-chan von The Akko-chans.

## Bedeutung
Der Manga wird als die erste Magical-Girl-Serie angesehen, ein Genre, in dem ein Mädchen durch einen speziellen Gegenstand magische Kräfte erhält. Der Anime war dann, da Mahōtsukai Sally von 1966 noch zuvor kam, die zweite Serie dieses Genres.